# Pet modrih devic
Pet modrih devic je drama Silvina Sardenka, ki jo je napisal leta 1903.

## Osebe
- Mati
- Cirila, Milka, njeni hčeri
- Botra, Ivanka, Martina, Vida, Stanka, modre device
- Logarica, Stankina mati
- Malka, dekle iz vasi
- Anka, vaška slaboumnica
- Zalka, Marjetica, radovednici
- Angel

## Vsebina

### 1. dejanje
Pet deklet iz vasi je papežu Leonu XIII.. Za njegovo obletnico podarilo leto svojega življenja; krasijo papežev kip in se pripravljajo na slovesno zaobljubo. Mati, ki jim pomaga in je od sile ponosna na svojo hčer Cirilo, radovedni botri pove vse o tem, kaj je sklenilo »pet modrih devic«: s petimi leti svojih življenj hočejo papežu omogočiti, da bi praznoval 30-letnico svojega papeževanja; kajti vsa njihova življenja so v primerjavi z enim samim papeževim le majhen kres na gori pred milijonom zvezd na nebu. –Pride Malka, nadvse rada bi bila tudi ona modra devica, a ni upanja, da bi ji katera prepustila mesto.

### 2. dejanje
Device se zbirajo, vsaka prinese kak okras: krono, zvezdo, Petrove ključe itn. tedaj prihiti Logarica: njeni Stanki je kukavica nakukala le dve leti življenja in še od teh naj bi eno leto darovala –ne, Stanke ne bo na slavnost, zaprta je doma! Po teh besedah Logarica odvihra, deklice pa so zbegane, njihov lepi načrt se podira. A Stanka je že tu, botra jo je bila rešila hišnega zapora in dekle je takoj priteklo. Vse je nared, le probleči se morajo v bele in rumene obleke, da bodo kakor neveste, ki hite k ženinu naproti.

### 3. dejanje
Milka že prižiga luči pred papeževim kipom, ko pride Logarica po hčer. Toda Stanka se ne da pregovoriti, srce ji ne pusti, da bi prelomila obljubo. Logarica jokaje odide, prihajajo pa že radovedneži in Milka jim razlaga pomen posameznih okrasov. Tedaj Cirila pozvončklja, slovesna zaobljuba se pričenja.